# حالی آخوند
حالی آخوند، روستایی است از توابع بخش مرکزی شهرستان گنبد کاووس در استان گلستان ایران.

## جمعیت
این روستا در دهستان سلطانعلی قرار داشته و براساس سرشماری سال ۱۳۸۵جمعیت آن ۱٬۶۸۳نفر (۳۵۳خانوار) بوده‌است.